# Тюрин, Владимир Фёдорович
Влади́мир Фёдорович Тю́рин (1937 — 2021) — доктор технических наук, профессор, главный научный сотрудник ИТМиВТ РАН.

## Краткая биография
В 1955 году окончил среднюю школу в с. Фершампенуаз Нагайбакского района Челябинской области, в 1960 — физико-математический факультет Уральского государственного университета им. А. М. Горького в Свердловске.
После окончания университета с 1960 по 1973 г. Владимир Фёдорович Тюрин работал на инженерных и научных должностях (от инженера до начальника отдела) во Всесоюзном научно-исследовательском институте приборостроения (ВНИИП) в г. Снежинске.
C 1973 по 1980 г. работал в Институте прикладной математики (ИПМ) им. М. В. Келдыша АН СССР, а затем с 1980 по 2012 г. в Институте точной механики и вычислительной техники (ИТМ и ВТ) им. С. А. Лебедева АН СССР.
По совместительству вёл педагогическую работу в МГУ им. М. В. Ломоносова с 1973 г. по 2013 г.: ассистент, доцент, профессор кафедры автоматизации систем вычислительных комплексов факультета вычислительной математики и кибернетики.

## Научные достижения и звания
Имеет более 80 научных публикаций в области системного программного обеспечения. К основным научным результатам В. Ф. Тюрина относятся разработка и успешное внедрение операционной системы ДИСПАК для ЭВМ БЭСМ-6 в 1971 г., которая затем использовалась почти на всех ЭВМ типа БЭСМ-6 вплоть до 90-х годов. Также была разработана ОС и для ВК ЭЛЬБРУС-КБ.

### Операционная системаДИСПАК

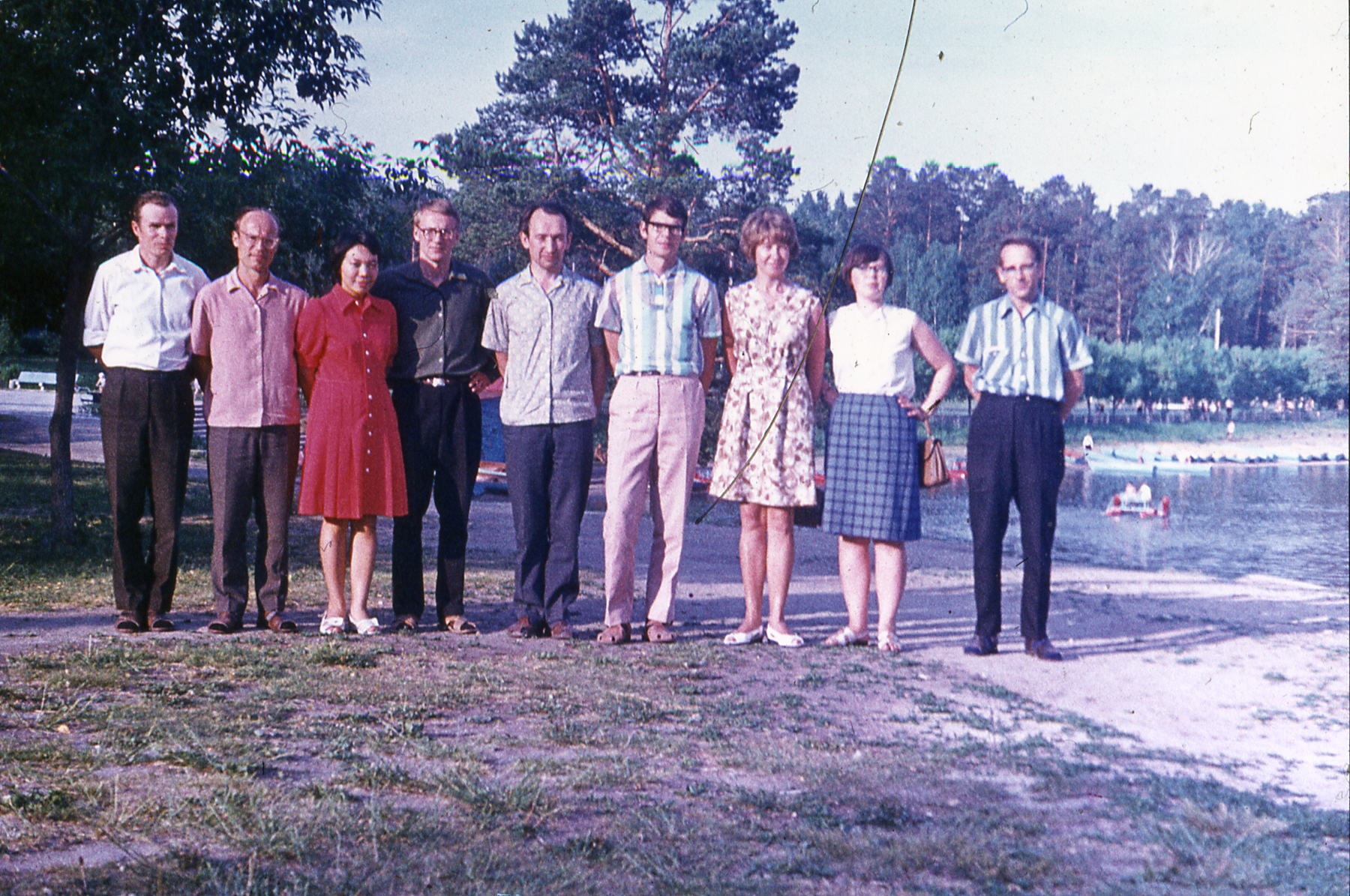
Группа инженеров, создавшая первую версию ОС ДИСПАК, 1973 г., г. Снежинск

Под руководством и непосредственном участии Владимира Фёдоровича была создана операционная система ДИСПАК, которая обеспечивала работу в пакетном, диалогово-пакетном и реальном режимах. Впервые для ЭВМ БЭСМ-6 были разработаны программные средства для подключения магнитных дисков (1971), впервые была создана децентрализованная ОС ДИСПАК для многомашинных комплексов из БЭСМ-6 с общей внешней памятью на магнитных дисках (1972).
В 1976 г. была реализована возможность создавать многомашинные вычислительные комплексы (МВК) из ЭВМ БЭСМ-6 с общей дисковой памятью и автоматическим перераспределением задач, это позволило значительно повысить производительность и функциональную надёжность вычислительных систем. В состав МВК могло входить до 7 ЭВМ БЭСМ-6. Был разработан и внедрён терминальной коммутатор на 64 терминала с выходом на 7 ЭВМ БЭСМ-6, позволивший создать локальную и распределённую сети в различных Институтах АН СССР. Эта возможность позволяла пользователю запускать свои задачи на любом терминале и на любую ЭВМ многомашинного комплекса.

### Учёные степени
- Доктор технических наук (1984), тема диссертации: «Операционная система ДИСПАК для многомашинных вычислительных комплексов ЭВМ типа БЭСМ-6».
- Кандидат физико-математических наук (1972), тема диссертации: «Операционная система ДИСПАК» (научный руководитель В.И. Легоньков).

## Награды
- Премия Совета Министров СССР (1991)
- медаль «За доблестный труд. В ознаменование 100-летия со дня рождения Владимира Ильича Ленина» (1970)
- Медаль «За освоение целинных земель» (1957)

## Основные научные публикации
- Операционная система ДИСПАК-М. Наука, Главная редакция физико-математической литературы, 1985 г., — 236с.
- Основные принципы построения ОС ДИСПАК для многомашинных комплексов ЭВМ типа БЭСМ-6. — В сб.: Повышение эффективности использования ЭВМ большой производительности. — Свердловск: УНЦ АН СССР, 1982 г., с.22-28.
- Передача сообщений между задачами в ОС ДИСПАК.-М.:ИПМ им. М. В. Келдыша АН СССР, 1979 г., 26с.

Всего Владимиром Фёдоровичем Тюриным было опубликовано более 80 научных работ.

## Преподавательская деятельность
В МГУ Владимир Фёдорович проводил семинары и лекции по программированию. А также читал спецкурсы по темам: «Технология разработки ОС», «Системное программное обеспечение для параллельных ЭВМ», «Системное программное обеспечение для высокопроизводительных ЭВМ», «Параллельная обработка данных», «Операционная система ДИСПАК».